# Індонезійці в Україні
Індонезійці в Україні — особи яванської національності, що проживають на території Україні. У Києві діє Посольство Індонезії в Україні.
Частина індонезійців є трудовими мігрантами та перебувають у змішаних шлюбах.

## Історія
Перші яванці почали проживати в Україні у 1990-х роках.
2019 року індонезійська діаспора відкрили індонезійську ступу Боробудур у Національному Ботанічному саду імені Гришка. Будівництво відбулося з ініціативи Надзвичайного та Повноважного Посла Республіки Індонезія в Україні, пана Юдді Кріснанді, на згадку про міцну дружбу Індонезії та України.
2022 року згідно даних МЗС Індонезії в Україні проживало 153 індонезійців. Більшість індонезійців проживали у Києві, Одесі, Харкові, Чернігові.

## Релігія
Більшість індонезійців України - це мусульмани. Також є частина християн.